# Rio Pardo (vattendrag i Brasilien, Bahia, lat -15,65, long -38,95)
Rio Pardo är ett vattendrag i Brasilien.   Det ligger i delstaten Bahia, i den östra delen av landet, 1 000 km öster om huvudstaden Brasília.
Omgivningarna runt Rio Pardo är en mosaik av jordbruksmark och naturlig växtlighet.